# 劉進
劉 進（りゅう しん、紀元前113年 - 紀元前91年）は、前漢の宣帝の父。

## 略歴
前漢の武帝の孫で、戾太子太子劉拠の子。皇太子劉拠は元鼎4年（紀元前113年）に史良娣を側室とし、劉進を生んだ。劉進は母にちなんで「史皇孫」と呼ばれた。
劉進は太始年間から王夫人を寵愛し、王夫人は征和2年（紀元前91年）に劉病已（後の宣帝）を生んだ。
劉拠は征和2年に反乱を起こし、敗死した（巫蠱の禍）。史良娣・劉進・王夫人もまた同時に殺された。
のち、元平元年（紀元前74年）に劉病已が皇帝に即位する（宣帝）と、宣帝は翌年に劉拠と劉進の諡を定めるよう詔を出した。担当の大臣は劉進には「悼」、劉拠には「戾」という諡を贈ることとした。
その後、元康元年（紀元前65年）になり、大臣の進言により劉進に「皇考」という尊号が奉られ、悼皇考（悼皇孫）の廟を立てることとなり、皇帝廟の一つとして数えられるようになった。しかし平帝の元始元年（1年）、劉進の廟は王莽らによって皇帝廟から排除された。